# لسلی لیپسن
لسلی لیپسن یا لسلی لیپسون، (۱۴ نوامبر ۱۹۱۲ - ۱۱ اوت ۲۰۰۰) یک دانشمند علوم سیاسی اهل ایالات متحده آمریکا بود که در زمینهٔ دموکراسی و سیاست تطبیقی تخصص داشت و به عنوان استاد در دانشگاه‌های نیوزیلند و ایالات متحدهٔ آمریکا فعالیت می‌کرد. او مفصر سیاسی ثابت رسانه‌هایی مانند پی‌بی‌اس و سان فرانسیسکو کرونیکل بود. 

## زندگی
لسلی لیپسن در سال ۱۹۱۲ در بریتانیا به دنیا آمد. او در مدرسهٔ سن پاول در لندن به تحصیل پرداخت. او به کالج بالیول دانشگاه آکسفورد رفت و با درجهٔ عالی در رشتهٔ مطالعات کلاسیک گرایش لیترای هیومانیورس دانش‌آموخته شد. لیپسون پس از دریافت بورس تحصیلی صندوق مشترک‌المنافع به آمریکا رفت تا برای کسب درجهٔ پی‌اچ‌دی در رشتهٔ علوم سیاسی از دانشگاه شیکاگو به تحصیل بپردازد.
لیپسون پس از به پایان رساندن دورهٔ دکترای خود در سال ۱۹۳۹ به ولینگتون در نیوزیلند رفت و گروه علوم سیاسی را در دانشگاه ویکتوریا در ولینگتون تأسیس کرد. او به مدت هفت سال در ویکتوریا تدریس کرد و در سال ۱۹۴۸ کتاب برجسته‌ای در زمینهٔ مسائل سیاسی نیوزیلند با عنوان سیاست‌شناسی برابری: سرگذشت دموکراسی نیوزیلند به چاپ رساند. لیپسون بر آن بود که برابری سیاسی و اقتصادی جنبه‌های تعریف‌کنندهٔ این کشور هستند و -در قیاس با تندیس آزادی در نیویورک- گفته‌بود که در نیوزیلند اگر قرار بود تمثیل مجسمه‌وارانه‌ای در آوکلند یا بندر ولینگتون نصب شود، بدون شک تندیس برابری می‌بود. سیاست برابری در سال ۲۰۱۱ تجدید چاپ شد و هنوز هم اثری بااهمیت در رابطه با توسعهٔ سیاسی اولیهٔ نیوزیلند به شمار می‌آید.
لیپسن در سال ۱۹۴۷ به ایالات متحده بازگشت و به مدت دو سال در کالج سوارثمور تدریس کرد و سپس از سال ۱۹۵۰ تا زمان بازنشستگی‌اش در سال ۱۹۸۴ استاد دانشگاه برکلی کالیفرنیا بود و در سال ۱۹۸۰ نیز به پاس خدماتش به دانشگاه جایزهٔ تقدیرنامهٔ برکلی (برکلی سایتیشن) را دریافت کرد.

## آثار
آثار منتشرشدهٔ لیپسن شامل کتاب‌ها و مقالات او می‌شوند. او مقالات متعددی را در مجلاتی مانند مرور علوم سیاسی آمریکا، فصلنامهٔ سیاسی و مجله علوم سیاسی به چاپ رساند. مقالات لیپسن در کتابخانهٔ بنکرافت در دانشگاه برکلی کالیفرنیا نگهداری می‌شوند.

### کتاب‌ها
برخی از کتاب‌های او به شرح زیر هستند:
- حاکم آمریکا: از دست‌نشانده تا رهبر (۱۹۳۹)
- مسائل عمدهٔ سیاسی (۱۹۵۴)
- تمدن دموکراتیک (۱۹۶۴)
- بحران‌های اخلاقی تمدن: پیشرفت یا ذوب شدن اخلاقی؟ (۱۹۹۳)

## کتاب تمدن دموکراتیک و عبدالله اوجالان
در اوایل سال ۲۰۲۱ فهرستی از صدها کتابی منتشر شد که عبدالله اوجالان تئوریسین جنبش اجتماعی و سیاسی حزب کارگران کردستان که از سال ۱۹۹۹ در زندان انفرادی حکومت ترکیه به سر می‌برد، در زندان مطالعه کرده‌است. کتاب تمدن دموکراتیک لسلی لیپسن نیز در این فهرست جای داشت.